# 新舟600
新舟600（英語：Modern Ark 600，简称MA600）是一款改良自新舟60的西安飞机工业（集团）有限责任公司制造飛機。首架新舟600於2008年6月29日出廠，於2009年投入服務。

## 設計
新舟600發動機為加普惠PW127渦槳發動機，耗油率較低，可以在2000米內或沙石跑道起降。新舟600來主要在新舟60的航電、結構、客艙環境、維護性、可靠性進行了改進。飛機採用玻璃座艙，減輕了機體的重量，縮短了起飛距離，載重能力提高了7-8%，維護成本降低了10%以上。此外，飛機亦取得了120分鐘ETOPS能力，最大航程達3000公里，且具備了海上救生能力。新舟600的研發工作於2005年開始，2007年1月開始製造第一架新舟600；2008年6月第一架新舟600在陝西西安閻良總裝廠下線，2008年10首飛，進入適航驗證試飛階段。

## 用户
2008年11月，在珠海航展期間中國民航飛行學院與西安飛機工業簽訂2架新舟600的購機合同，成為啟始客戶。在航展上又与幸福航空签订10架意向订单。
2009年12月18日，新舟600完成型号合格审定试飞，2010年5月18日新舟600获民航型号合格证。
2011年9月20日，中国民航飞行学院接收第二新舟600飞机，以提升学院培养飞行员的能力。
2013年4月29日，正式向老挝国防部空军局交付两架新舟600飞机。
2020年8月18日，西非國家貝寧完成驗收新舟600飛機，並於9月27日轉場外航段正式交付。
2022年7月26日，两架新舟600飛機交付马拉维。

## 性能
基本信息
- 机组：2人
- 容量：60人

性能

## 参見
- 运-7
- 新舟60
- 新舟700

类似型号
- 德哈维兰加拿大DHC-8
- BAe ATP
- ATR 42
- ATR 72
- 伊爾-114
- 福克50
- 萨博2000
- 安托諾夫An-140